# 바빌론의 멸망
바빌론의 멸망은 기원전 539년 10월 12일 신바빌로니아 제국의 수도 바빌론이 아케메네스 제국의 손에 넘어가 신바빌로니아 제국이 멸망한 사건을 말한다.
바빌론이 나보니두스 황제의 통치 하에 있는 동안 아케메네스 왕 키루스 침공을 주도했고, 아케메네스 군대는 바빌론에 들어가 바빌로니아 제국을 전복시킬 수 있었다. 이 사건 이후 키루스는 "바빌론 왕"이라는 칭호를 취하고 자신이 고대 바빌론 왕들의 상속자라고 주장했다.

## 같이 보기
- 바빌론의 대탕녀